# ابراهیم سعیدف
ابراهیم سعیدف ورزشکار مرد رشتهٔ کشتی آزاد متولد ۹ مارس ۱۹۸۵ در کشور روسیه است، که برای کشور بلاروس کشتی می‌گیرد.
وی در سال ۲۰۱۶ میلادی در بازی‌های المپیک ریو مدال برنز وزن ۱۲۵ کیلو این مسابقات را کسب کرد.

## المپیک ۲۰۱۶ ریو
سعیدف در سال ۲۰۱۶ میلادی در المپیک ۲۰۱۶ ریو در وزن ۱۲۵ کیلو حاضر بود که در مسابقه اول دولت شبان‌بای از قزاقستان را شکست داد اما در دور بعد از طاها آکگل کشتی‌گیر ترکیه شکست خورد و با توجه به حضور این کشتی‌گیر در فینال، به دیدار شانس مجدد رفت. او در اولین مسابقه شانس مجدد جارگالسایخان چولونبات از مغولستان را شکست داد و به دیدار رده‌بندی راه یافت. وی در دیدار رده‌بندی لوان بریانیدزه کشتی‌گیر ارمنستان را شکست داد و مدال برنز را بدست آورد.